# Holambra
Holambra är en stad och kommun i delstaten São Paulo i Brasilien. Centralorten hade år 2010 cirka 8 000 invånare och hela kommunen hade år 2014 cirka 13 000. Holambra grundades år 1948 av nederländska invandrare, och resultatet av en folkomröstning 1991 ledde till att man blev en egen kommun 1993. Stadens namn kommer från orden Holanda-América-Brasil. Holambra är berömd för sin produktion av blommor och den årliga blomfestivalen.